# 槍口初速

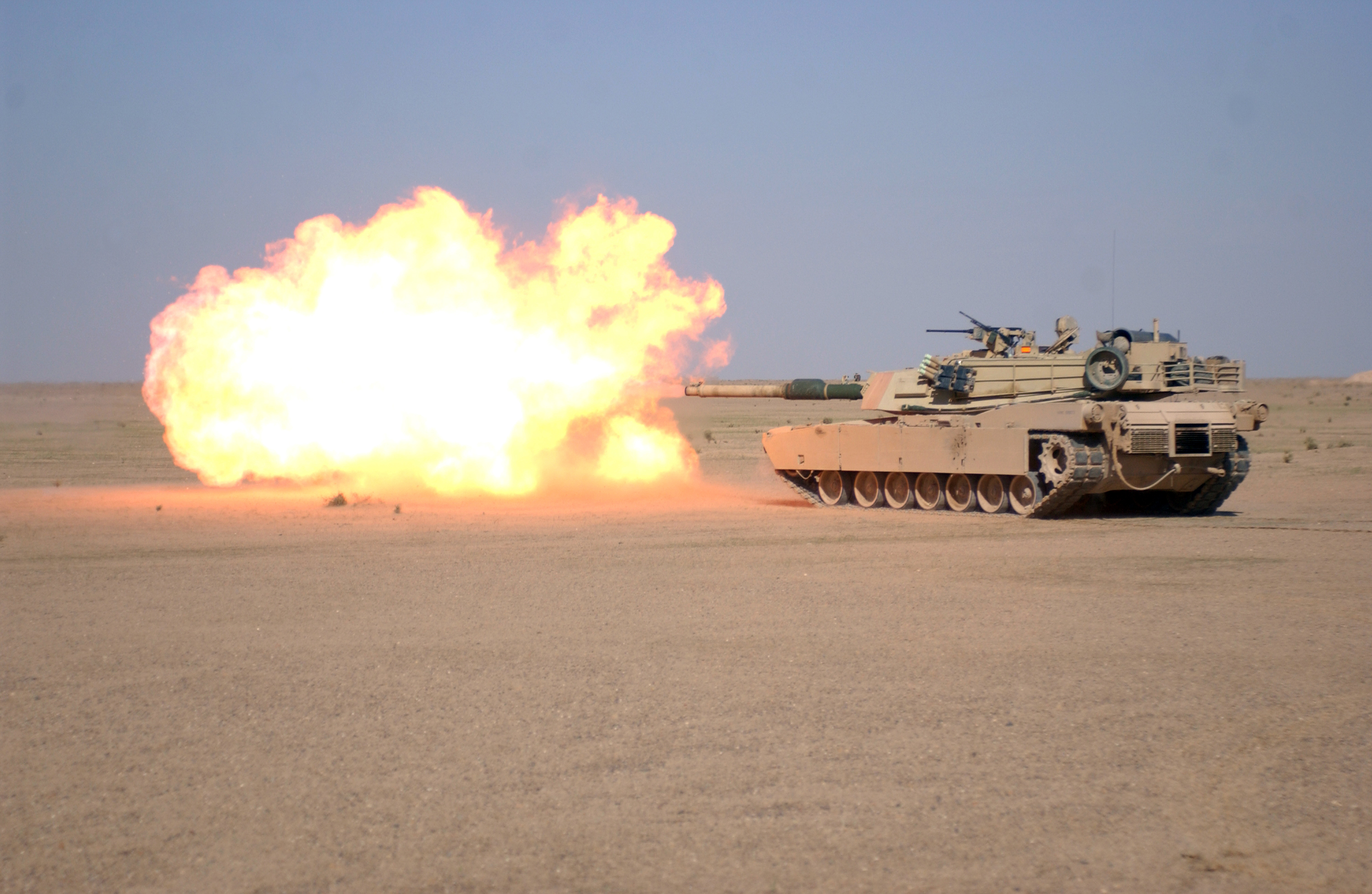
M1A1艾布拉姆斯开炮瞬间

槍口初速（muzzle velocity）指的是枪炮发射的抛射物（弹头或炮弹）在飛離身管出口時瞬間的運動速度，單位通常以米/秒（m/s）或英尺/秒（ft/s或fps）来表示。枪口初速可以结合弹头质量来计算枪口动能。
火器类武器的初速是由推进药燃燒而形成的高压氣體所賦予的，是衡量射擊武器技術性能的一項重要指標。相同的彈頭，初速愈大、飛行距離愈遠、動能愈大、而飛達目標的時間則愈短。
在一般的槍械或大砲中，影響初速的因素有：槍械的倍徑、發射物的質量、火藥的質量、火藥的微粒大小或形狀、發射物與槍管或砲管之間的摩擦力。